# Kololi Beach
Kololi Beach (Namensvariante: Senegambia Area und verkürzt Senegambia) ist eine Ortschaft und ein Strand im westafrikanischen Staat Gambia.
Nach einer Berechnung für das Jahr 2013 leben dort etwa 477 Einwohner, das Ergebnis der letzten veröffentlichten Volkszählung von 1993 betrug 130.

## Geographie
Kololi Beach liegt in der West Coast Region im Distrikt Kombo North.
Als Kololi Beach wird der Strandabschnitt zum Atlantischen Ozean bei Kololi, einem Ortsteil in der Gemeinde Kanifing (englisch Kanifing Municipal) bezeichnet. Im Gegensatz zum Ortsteil Kololi gehört der Ort Kololi Beach zur West Coast Region.
Der Strandabschnitt liegt beim Kololi Point. Nördlich schließt sich der Kotu Beach, am Kotu Point und der Mündung des Kotu, an. Südlich des Kololi Beachs liegt der Bijilo Forest Park und der Bijilo Beach.

## Wirtschaft

### Tourismus
Kololi Beach ist neben Kotu, Fajara und Bakau einer der größeren Orte, die für den Tourismus in Gambia genutzt werden. In Kololi Beach haben sich mehrere größere Hotels bzw. Hotelanlagen niedergelassen. Das Senegambia Beach Hotel war eines der ersten Hotels Gambias. Man nennt das ganze Touristenzentrum, das mehrere Supermärkte, Banken und Gastronomiebetriebe besitzt, umgangssprachlich nach dem Senegambia Beach Hotel auch Senegambia oder Senegambia Area.

### Tagungsort
Eine der Hotelanlagen in Kololi Beach, das 5-Sterne-Hotel Kairaba Beach, ist ausgestattet mit einem Konferenzzentrum und Präsidentensuiten. Hierhin lädt Gambias Regierung bisweilen ausländische Gäste ein und lässt international hochrangige Konferenzen stattfinden.